# Кров землі
«Кров землі» (інша назва: «Вікно в Азію») — радянський художній фільм-драма 1931 року, знятий режисером Михайлом Авербахом на студії «Ленсоюзкіно».

## Сюжет
Про боротьбу бідняків-дехкан проти духовенства і баїв, які перешкоджали використанню нафтових багатств для потреб народного господарства.

## У ролях
- Еміль Галь — Ширмамедов
- Євген Червяков — Фадза
- Михайло Гіпсі — Рахмет
- Касим Мухутдінов — Ярмат
- Олександр Беніамінов — робітник Бистров
- Роза Свердлова — Смирнова
- Володимир Гардін — начальник експедиції
- Тетяна Булах-Гардіна — епізод
- Борис Шліхтінг — гість
- Борі Хайдаров — Малік
- Григорій Мейєрович — Казін, топограф
- Дмитро Малолєтнов — Зубцов, виконроб
- Василь Чумаченко — епізод
- Аділь Іскендеров — епізод

## Знімальна група
- Режисер — Михайло Авербах
- Сценарист — Дмитро Толмачов
- Оператор — Василь Симбірцев
- Художник — Семен Мейнкін